# Camp Greene
Camp Greene fu una struttura appartenente all'esercito americano situata nella Carolina del Nord costruita durante i primi del ventesimo (XX) secolo. Nel 1917 sia la 3rd Infantry Division che la 4th Infantry Division vennero organizzate e riunite in questo campo.